# 10,5-cm-leichte Feldhaubitze 18

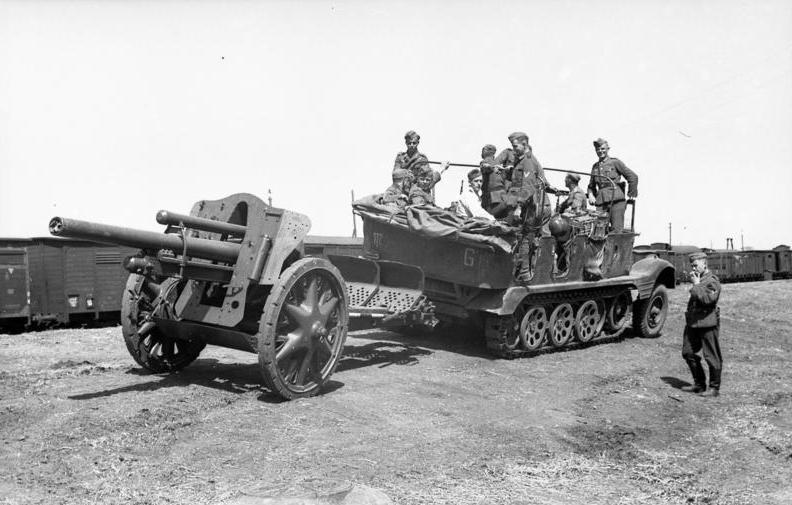
10,5 cm leFH mit m.Zgkw. 3t Sd.Kfz. 11 als Zugmittel (1942)

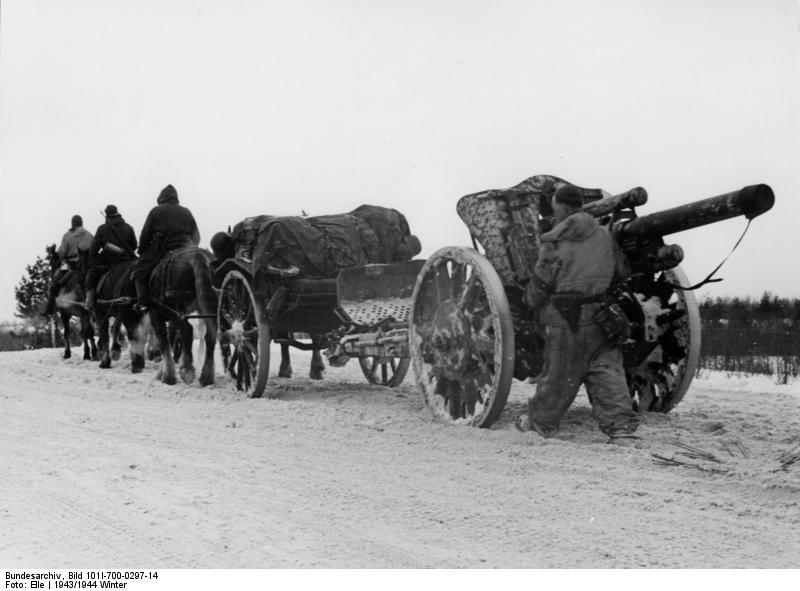
Ostfront 1943 Geschütz mit bespannter Protze

Die 10,5-cm-leichte Feldhaubitze 18 (kurz 10,5 cm leFH 18 oder leFH 18) war eine leichte Feld-Haubitze und als solche ein Standard-Artilleriegeschütz der Wehrmacht im Zweiten Weltkrieg. Sie war in allen Divisionen und bei Artillerie-Abteilungen zu finden. Das Geschütz wurde auch an verbündete Staaten geliefert und auch auf Selbstfahrlafette beweglich gemacht.

## Geschichte
Die Firma Rheinmetall in Düsseldorf entwickelte die 10,5-cm-leichte Feldhaubitze 18 in den Jahren 1928 und 1929. Im Jahre 1935 wurde sie als Nachfolgerin der 10,5-cm-leichten-Feldhaubitze 16 bei der Wehrmacht eingeführt. Im Jahre 1940 wurden die Geschütze mit einer Mündungsbremse ausgestattet und erhielten die Bezeichnung leFH 18M.
Bei Kriegsausbruch im September 1939 befanden sich (einschl. der ca. 600 vorhandenen 10,5-cm-leichten Feldhaubitze 16) 4845 Geschütze dieses Typs im Bestand der Wehrmacht. Während des Zweiten Weltkrieges wurden weitere 6986 Stück der Ausführungen 18 und 18M produziert. Der Herstellungspreis des Geschützes im Jahr 1936 betrug 16.400 RM.
Vor 1938 hatten Spanien, Ungarn und einige Staaten Südamerikas wie Brasilien Exemplare der leFH 18 erhalten; während des Krieges wurden weitere 53 Stück nach Finnland exportiert und dort als 105 H 33 geführt. Das Geschütz kam vor dem Zweiten Weltkrieg sowohl im Spanischen Bürgerkrieg 1936–1939 auf Seiten der Nationalisten unter General Francisco Franco als auch im Slowakisch-Ungarischen Krieg im März 1939 zum Einsatz.
Nach dem Zweiten Weltkrieg fand sie Verwendung in der CSSR, Jugoslawien und Österreich.

## Beschreibung
Die ursprüngliche leFH18 hatte eine Spreizlafette mit genieteten Kastenholmen und großen Klappspornen, um das Geschütz im Boden zu verankern. Die anfangs noch verwendeten Holzspeichenräder mit Stahlreifen wurden schnell durch Stahlgussspeichenräder mit Vollgummireifen ersetzt. Sie waren an gefederten Stummelachsen mit Trommelbremsen aufgehängt.
Das Rohr war aus einem Stück gefertigt, das Bodenstück mit dem horizontal gleitenden Schubkurbelflachkeilverschluss (Keilverschluss) aber abnehmbar. Die Abfeuerung erfolgte durch einen Schlagbolzen. Eine Sicherung erlaubte die Schussauslösung nur, wenn der Verschluss vollständig geschlossen war, außerdem gab es eine handbediente Sicherung. Als Richtmittel war ein Rundblickfernrohr vorhanden. Der Vorholer befand sich über dem Rohr, die Rücklaufbremse darunter in der Wiege. Der Schild war relativ klein und hatte einen klappbaren unteren Teil.

## Munition
Wie alle Geschütze dieser Bauart verwendete die 10,5 cm leFH 18 getrennte Munition (mit Treibladung und Geschoss), die Zahl der Ladungen variiert aber. Die verwendete Munition umfasst:
- 10,5 cm F. H. Gr. 38 FES – 10,5-cm-Feldhaubitzgranate 38, FES

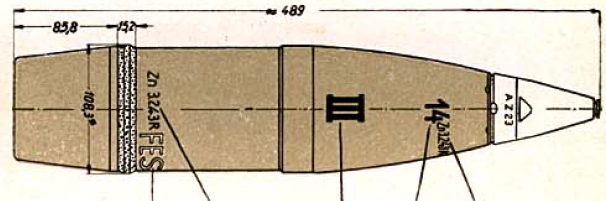

- 10,5 cm F. H. Gr. 38 Kh. – 10,5-cm-Feldhaubitzgranate 38, Kh

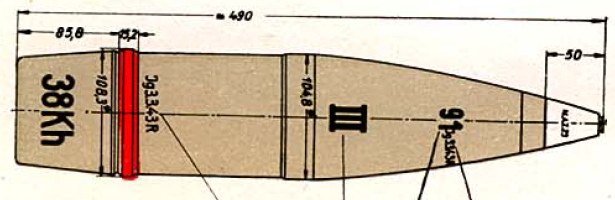

- 10,5 cm F. H. Gr. 38 Nb. FES – 10,5-cm-Feldhaubitzgranate 38, Nebel, FES

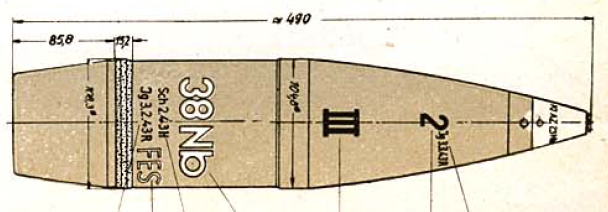

- 10,5 cm F. H. Gr. 38 Stg. FES – 10,5-cm-Feldhaubitzgranate 38, Stg, FES

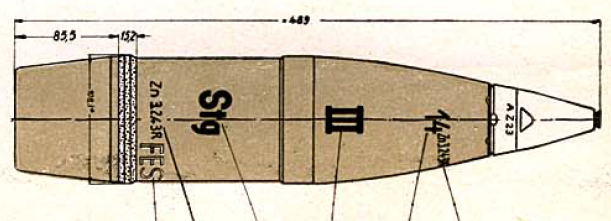

- 10,5 cm F. H. Gr. 39 – 10,5-cm-Feldhaubitzgranate 39

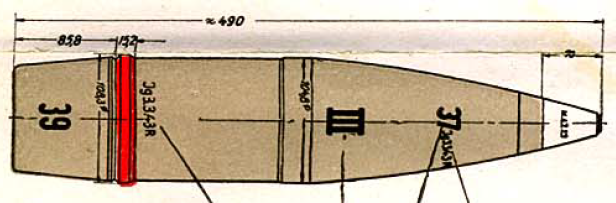

- 10,5 cm F. H. Gr. 40 Deut. FES – 10,5-cm-Feldhaubitzgranate 40 für Deutschuss, FES

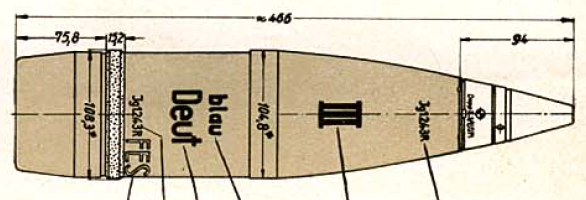

- 10,5 cm F. H. Gr. 40 Nb. FES – 10,5-cm-Feldhaubitzgranate 40, Nebel, FES

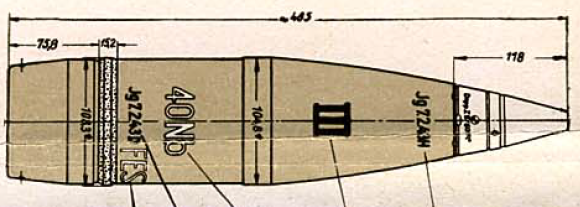

- 10,5 cm F. H. Gr. – 10,5-cm-Feldhaubitzgranate

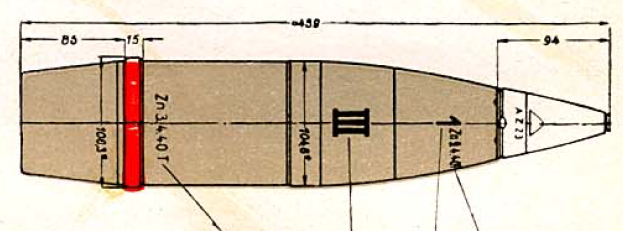

- 10,5 cm F. H. Gr. Br. – 10,5-cm-Feldhaubitzgranate, Brand

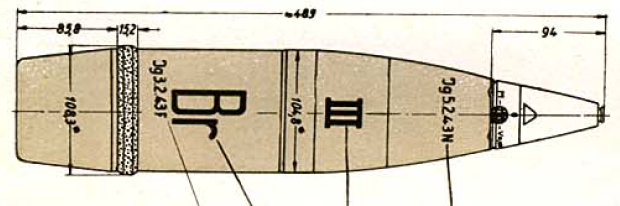

- 10,5 cm F. H. Gr. FES – 10,5-cm-Feldhaubitzgranate, FES

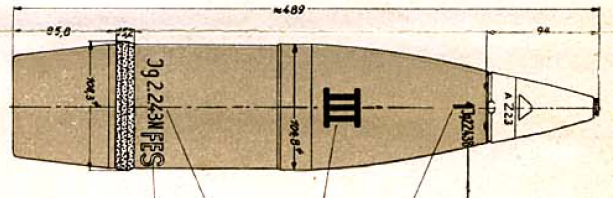

- 10,5 cm F. H. Gr. Nb. FES – 10,5-cm-Feldhaubitzgranate, Nebel, FES

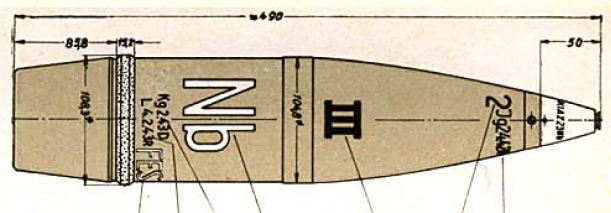

- 10,5 cm F. H. Gr. Spr. Br. – 10,5-cm-Feldhaubitzgranate, Sprengbrand

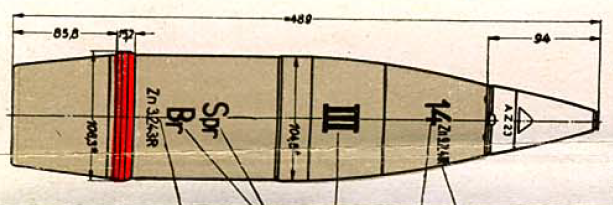

- 10,5 cm Gr. 39 rot Hl – 10,5-cm-Granate 39 rot Hohlladung

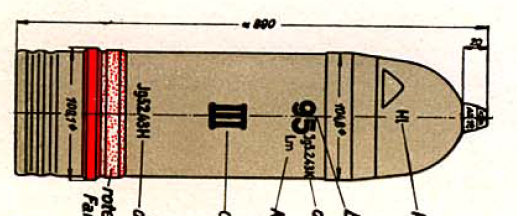

- 10,5 cm Gr. 39 rot Hl/A FES – 10,5-cm-Granate 39 rot Hohlladung Ausführung A, FES

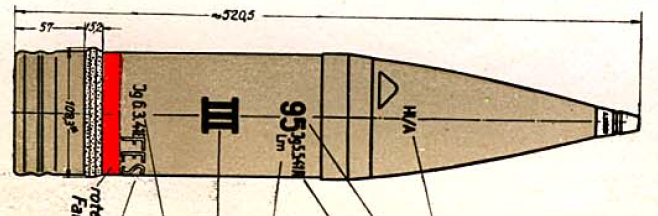

- 10,5 cm Gr. 39 rot Hl/B FES – 10,5-cm-Granate 39 rot Hohlladung Ausführung B, FES

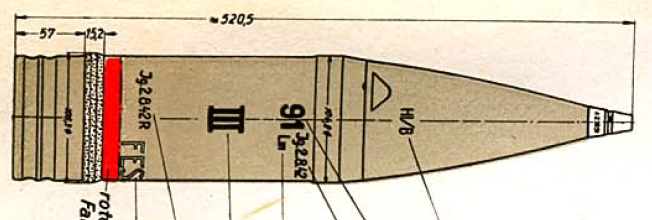

- 10,5 cm Gr. 39 rot Hl/C FES – 10,5-cm-Granate 39 rot Hohlladung Ausführung C, FES

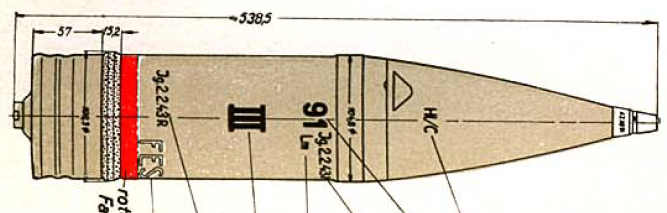

- 10,5 cm Pzgr. – 10,5-cm-Panzergranate

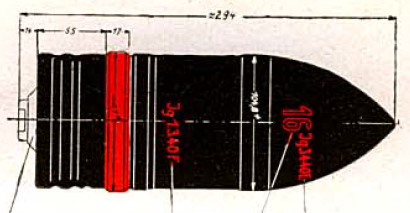

Die Splitterwirkung der Sprenggranate betrug 10 Meter nach vorn und 30 bis 35 Meter nach den Seiten. Bei direkten Treffern konnten zwei Meter Erddeckung durchschlagen werden.

## Einsatz
Die leFH 18 war in allen Divisionen der Wehrmacht und bei leichten Artillerie-Abteilungen eingesetzt. Das Geschütz wurde im Pferdezug, im motorisierten Zug oder als Selbstfahrlafette wie etwa der Panzerhaubitze Wespe beweglich gemacht.
Im Pferdezug wurde vor das Geschütz eine Protze gespannt. Das Geschütz mit Protze wurde sechsspännig gefahren, wobei die Fahrer auf den Zugpferden (Sattelpferde) der linken Seite saßen. Die Pferde auf der rechten Seite hießen Handpferde. Die drei Pferdepaare wurden Vorder-, Mittel- und Stangenpferde genannt. Auch im Gebirge oder bei Schnee konnte die leichte Feldhaubitze 18 transportiert werden. Dazu wurde diese zerlegt und auf mehrere Heeresschlitten (Hs. 5), welche ab 1942 zur Verfügung standen, verlastet. Alternativ konnten auch sogenannte Schneekufen genutzt werden. Diese bestanden aus zwei Radkufen und einer Spornkufe. Zeitgleich zum Transport konnten die Kufen auch als Schießunterlage für das Geschütz genutzt werden. Oftmals wurden diese Kufen, durch zur Verfügung gestellter Zeichnungen, selbst angefertigt. Gezogen wurde das Geschütz dann durch die Soldaten selber. Eine dritte Alternative war die Verwendung von Baumstammkufen. Diese wurden von der Truppe selber hergestellt und bestanden, wie die Schneekufe, aus zwei Rad- und einer Spornkufe.

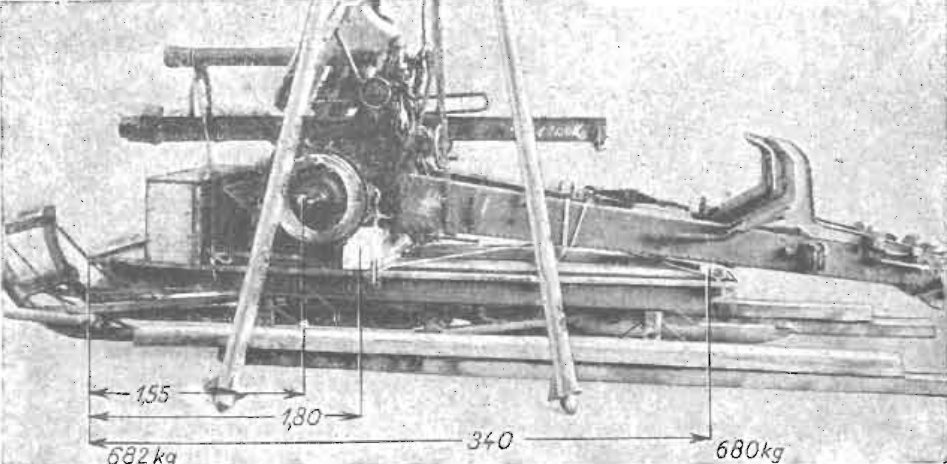
Die Lafette auf dem ersten Hs. 5
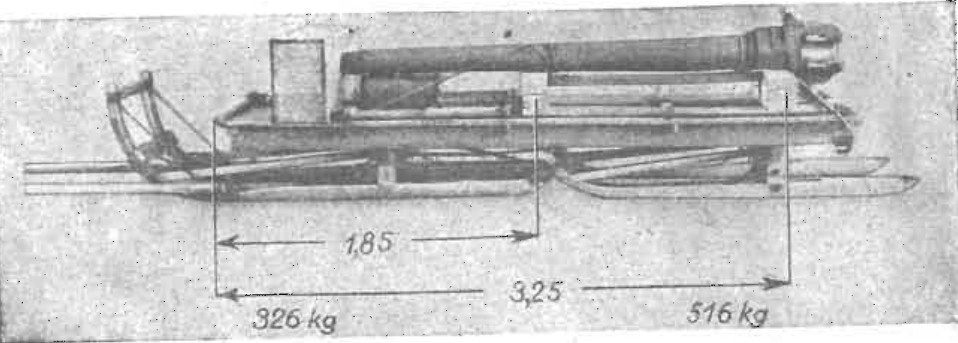
Das Rohr und die Mündungsbremse auf dem zweiten Hs. 5
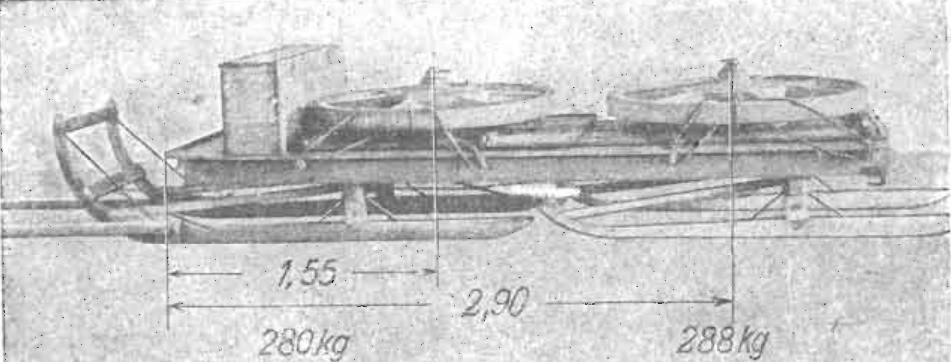
Die Räder auf dem dritten Hs. 5
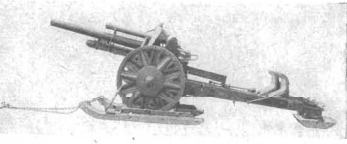
Die leichte Feldhaubitze auf Schneekufen
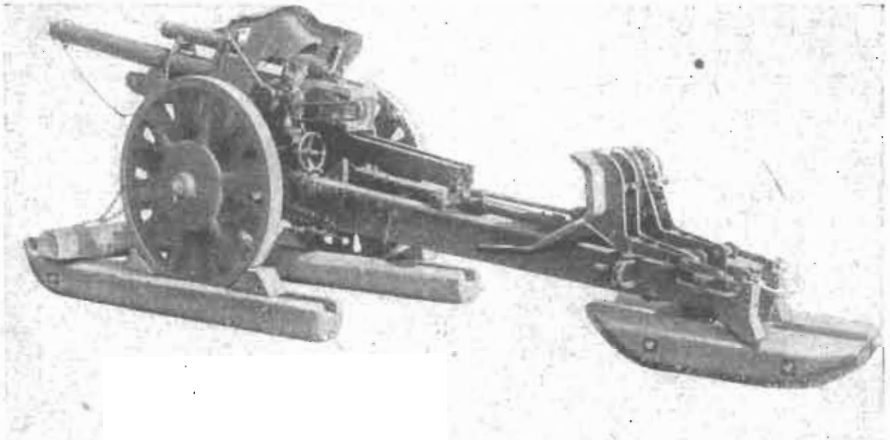
Die leichte Feldhaubitze auf Baumstammkufen

Im motorisierten Zug wurde das Geschütz in einer Last hinter den Halbketten-Zugkraftwagen, dem le.Zgkw. 3 t (Sd.Kfz. 11) oder dem m.Zgkw. 5 t (Sd.Kfz. 6) gefahren. Später kamen zum Teil auch Gleisketten-LKW vom Typ Maultier zum Zuge.
Der Bestand in der Wehrmacht erhöhte sich kontinuierlich von 4845 Haubitzen (1. September 1939) über 7076 (1. Juni 1941) auf bis zu 8059 Haubitzen (1. Januar 1945).

## Varianten
Die Erfahrungen der ersten Kriegsjahre, vor allem aber der Krieg gegen die Sowjetunion, machten diverse Schwachstellen der leFH 18 sichtbar. So wurde die Reichweite als zu gering, das Gewicht als zu hoch und der Seitenrichtbereich als zu eng angesehen. Bis zur Entwicklung leistungsstärkerer Modelle (die jedoch nicht zur Einführung kamen), behalf man sich durch leichte Modifikationen des ursprünglichen Entwurfs. Ersatzweise wurde auch die tschechoslowakische 10-cm-leichte Feldhaubitze 30(t) eingesetzt, von der allerdings nur 158 Stück übernommen wurden.

### 10,5-cm-leFH 18M

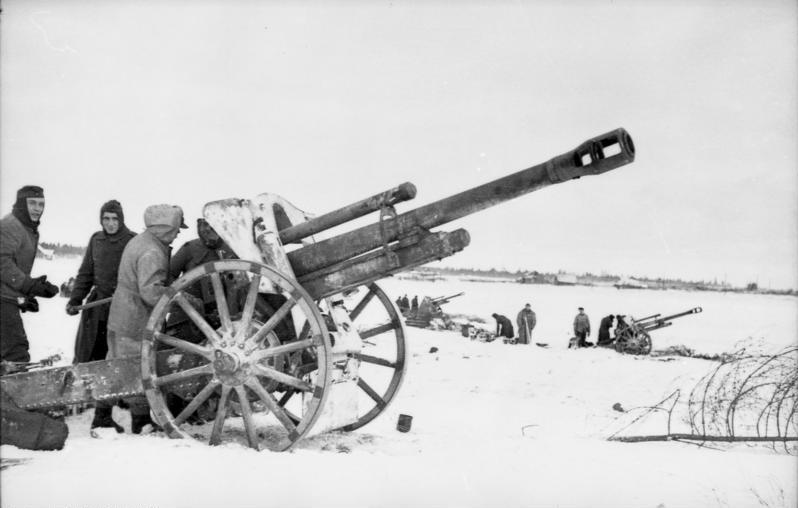
10,5-cm-leichte Feldhaubitze 18M

Die leFH 18M sollte vor allem die Reichweite des Geschützes steigern, indem eine Mündungsbremse verwendet wurde. Diese verringerte den Rückstoß um 27 Prozent und erlaubte die Verwendung einer um 1,77 Kilogramm größeren Treibladung, die mit einem speziell für die leFH 18M entwickelten Ferngeschoss (FH Gr. Fern) die Mündungsgeschwindigkeit auf 540 m/s und die Schussweite auf 12.325 Meter steigerte. Da die Verwendung derart starker Ladungen allerdings den Rohrverschleiß erheblich erhöhte, wurde meist mit geringerer Ladung geschossen. Die leFH 18M verfügte neben ihrer Mündungsbremse auch über ein den gewachsenen Belastungen angepasstes Vorhol-/Rücklaufsystem. Das Gewicht stieg dadurch auf 2040 Kilogramm, und die Rohrlänge mit Mündungsbremse vergrößerte sich um 367 Millimeter.

### 10,5-cm-leFH 18/39

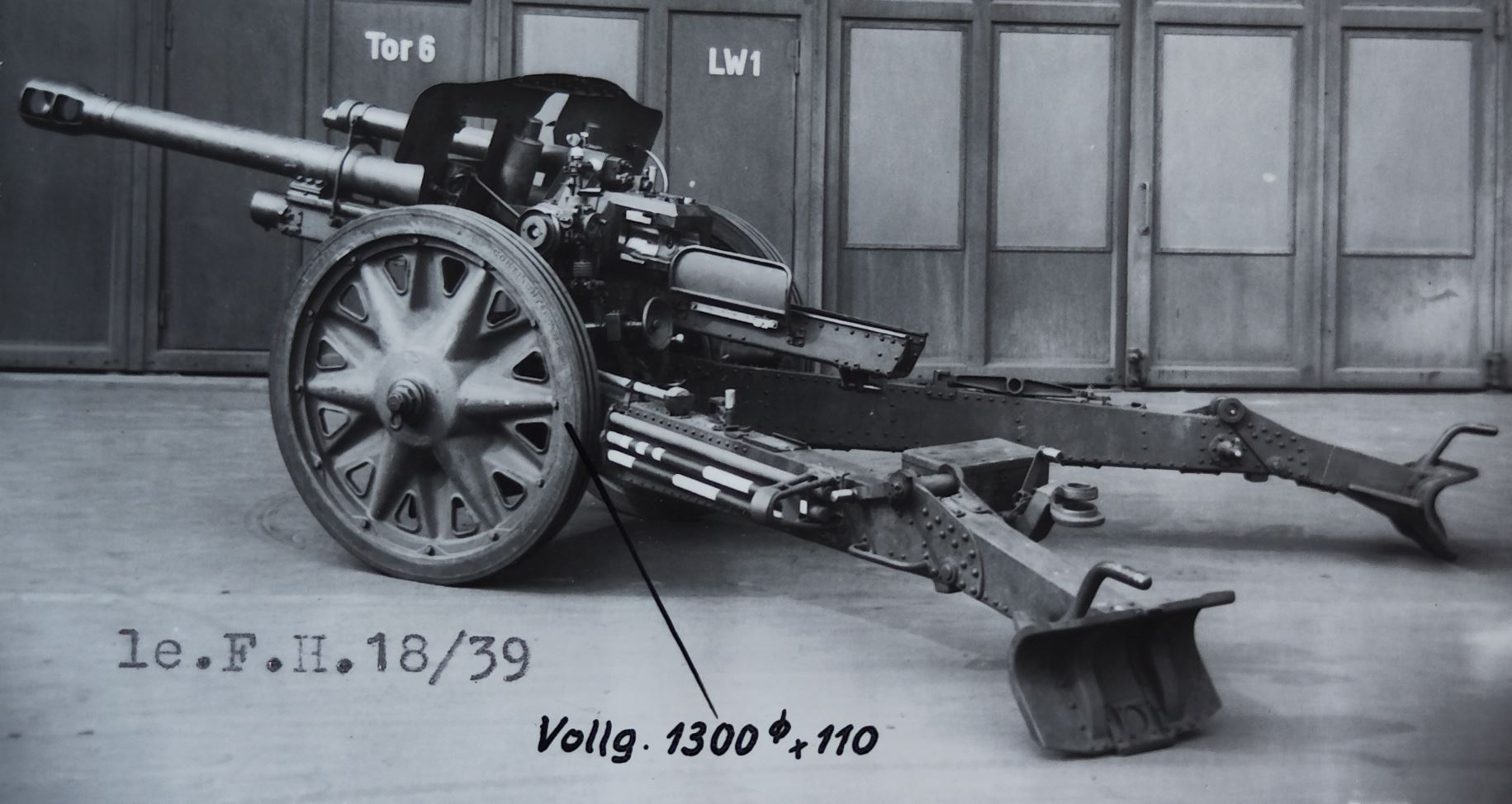
10,5-cm-leFH 18/39

Die leFH 18/39 entstand nach Abschluss des Westfeldzugs aus einem erbeuteten niederländischen Geschütz, der 10,5-cm-Leichte Feldhaubitze L/28. Noch vor Beginn des Zweiten Weltkriegs lieferte Krupp vermutlich 105 dieser Geschütze aus. Krupp hatte die Waffe gleichzeitig mit Rheinmetall entwickelt, doch ging der Wehrmachts-Auftrag für die leichte Feldhaubitze 18 an Rheinmetall. Da die Konstruktion dem in Deutschland eingeführten Geschütz sehr ähnlich war, bestand ein hohes Interesse, die Waffen weiter zu nutzen. Die niederländische Munition war anders und der Ladungsraum war nicht dafür geeignet, die deutschen 10,5-cm-Granaten zu verschießen. Von den erbeuteten Geschützen konnten in den Jahren 1941 bis 1942 etwa 80 Stück mit dem Rohr der 10,5-cm-leFH 18 (M) versehen werden. Am 1. Juni 1943 wurde eine Bedienungsanleitung mit der Nummer D 2023 herausgegeben, die jedoch immer gemeinsam mit der D315 (le FH 18) verwendet werden musste, da diese nur die Lafette behandelte. Die Waffe wurde mit der Protze der le. F.H. 18 gefahren.

### 10,5-cm-leFH 18/40

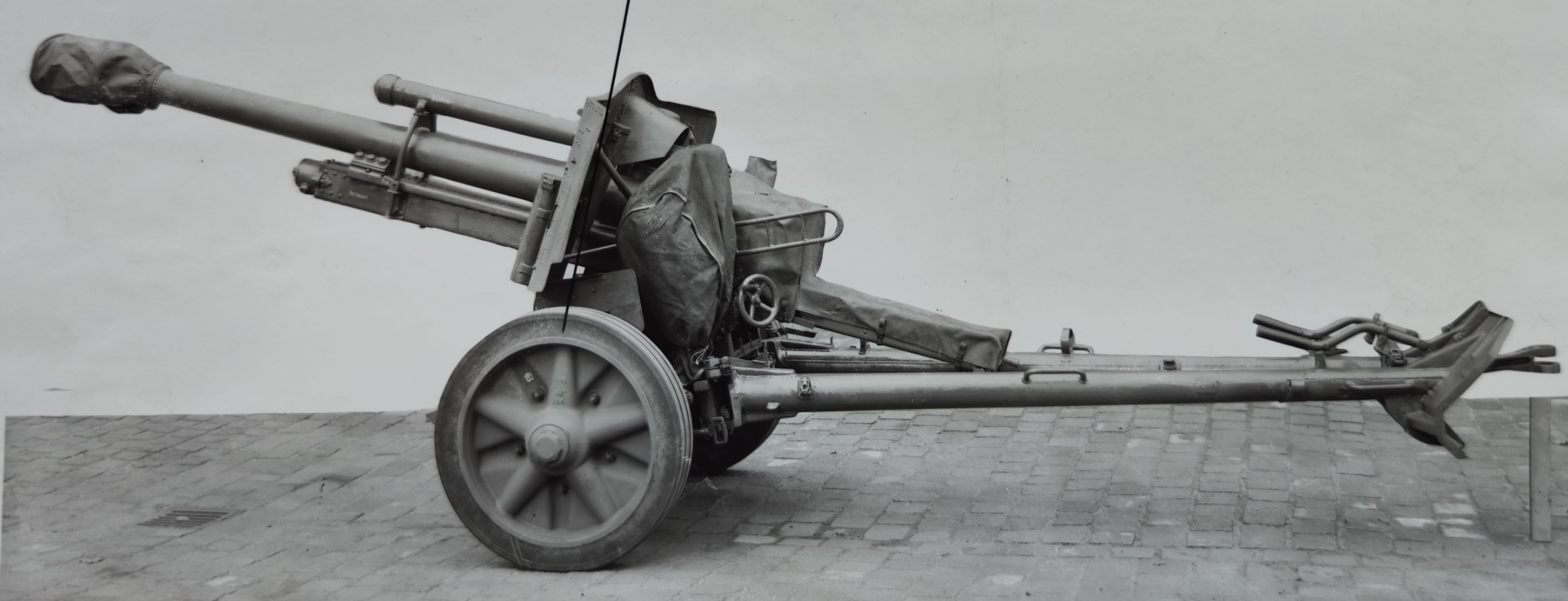
10,5-cm-leFH 18/40

Die seit 1943 produzierte leFH 18/40 übernahm im Sinne der Produktions-Standardisierung die Unterlafette der 7,5-cm-PaK 40; Oberlafette und Rohr wurden von der leFH 18M übernommen. Die Lafette hatte eine Drehstabfederung, die beim Spreizen der Holme selbstständig blockierte, sowie breitere Räder, um den Stabilitätsverlust teilweise zu kompensieren. Außerdem wurde der Wirkungsgrad der Mündungsbremse auf 42 Prozent verbessert. Die Höhen- und Seitenrichtkurbeln befanden sich nun auf der linken Seite. Den fertigungstechnischen Ansprüchen kam die leFH 18/40 durchaus nach, allerdings um den Preis einer artilleristisch deutlich schwächeren Lösung in Hinsicht auf Lebensdauer und Standfestigkeit. Zwischen 1943 und 1945 wurden insgesamt 10.265 Geschütze dieses Typs produziert. Das Gewicht des Geschützes fiel durch die leichtere Lafette auf 1950 Kilogramm.

### 10,5-cm-leFH 18/42
Die leFH 18/42 war der Konkurrenzentwurf der Firma Krupp zur 10,5-cm-leFH 42 von Rheinmetall. Ziel der Entwicklung war vorrangig die Erhöhung der Schussweite, die mit einem neuen 3.255 mm langen Rohr mit Mündungsbremse auf 12.700 m gesteigert werden konnte. Da die gleiche Lafette verwendet wurde wie bei der leFH 18, stieg das Gewicht in Feuerstellung auf 2.040 kg. Daher und weil neue Forderungen nach größerer Rohrerhöhung aufkamen, wurde der Entwurf nicht angenommen.